# Eklandia Fastighets Aktiebolag
Eklandia Fastighets Aktiebolag är ett svenskt fastighetsbolag som specialiserar sig på att förvalta och utveckla kommersiella fastigheter och är verksam i Storgöteborg. Fastighetsbolaget har omkring 90 fastigheter med en sammanlagd area på omkring 580 000 kvadratmeter (m2) och till ett värde av omkring 6,8 miljarder SEK.
De ägs till 100% av Castellum Aktiebolag.